# Judith van Berkel-de Nijs
Judith van Berkel-de Nijs, née à Hilversum le 22 avril 1942, est une ancienne nageuse néerlandaise.

## Biographie

### Carrière professionnelle
Elle a détenu le record européen du relais 400 mètres quatre nages en 1961, le record néerlandais du 400 m nage libre en 1959 et le record du 4 × 100 m nage libre (en petit et grand bassin) en 1957 et 1959. Entre 1964 et 1975, elle se concentre sur la natation de longue distance en eau libre. Le 13 septembre 1969, De Nijs traverse la Manche à la nage en 12 heures et 15 minutes. Elle est la deuxième néerlandaise à réaliser cette traversée. Au total, elle a remporté quinze médailles d'or, dix-neuf d'argent et cinq de bronze aux championnats d'Europe et du monde de natation. Pendant sa carrière sportive, elle était membre du club de Robben de Hilversum.

### Vie familiale
Elle épouse l'ancien joueur international de water-polo Rob van Berkel, le 17 janvier 1969. De leur union sont nés deux enfants. Elle est la sœur cadette de la nageuse Lenie de Nijs, détentrice du titre de championne d'Europe et de trois records du monde de nage libre en 1955. 

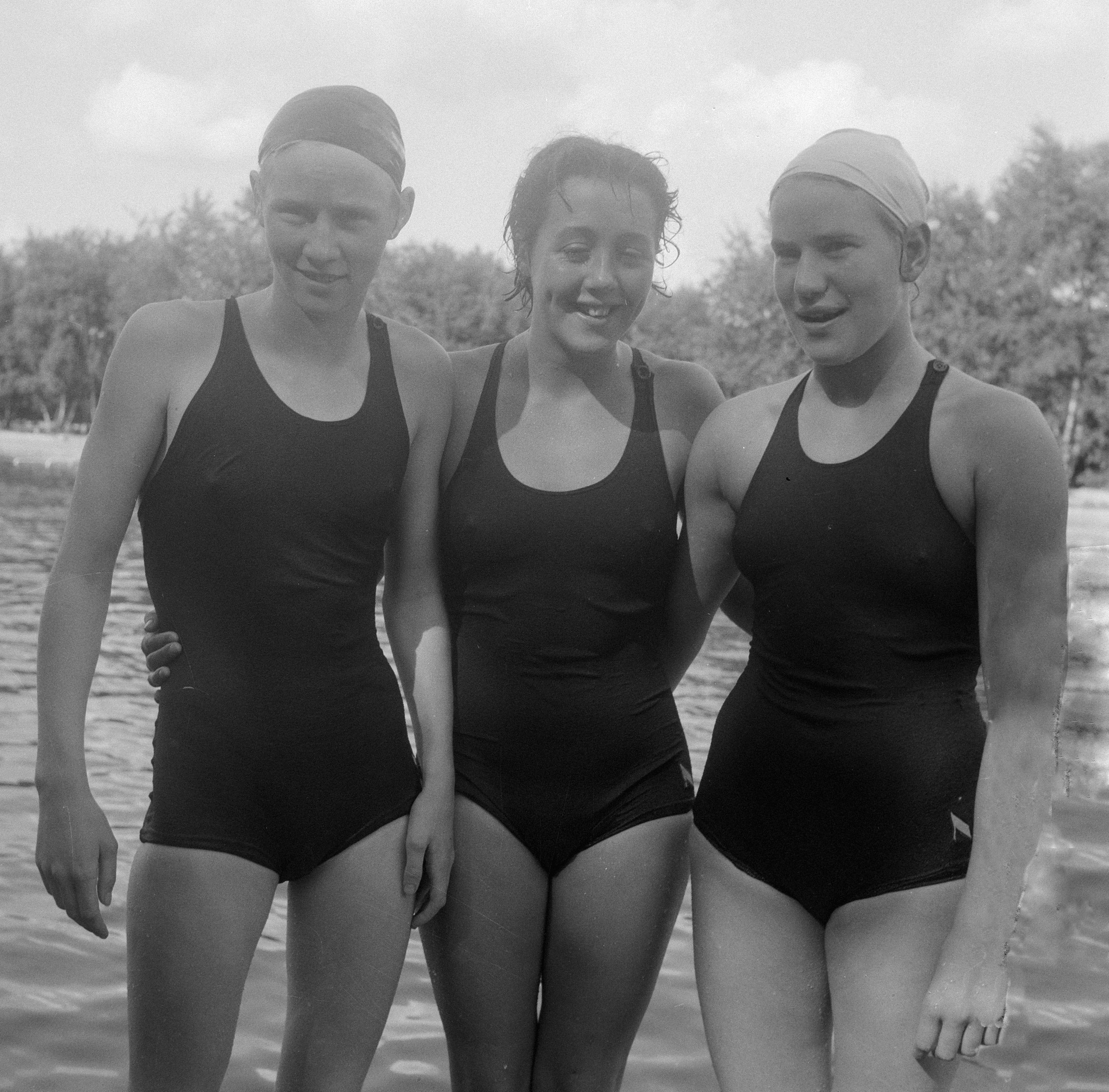
Judith de Nijs, Jans Koster, Corrie Schimmel à Hilversum (1957).
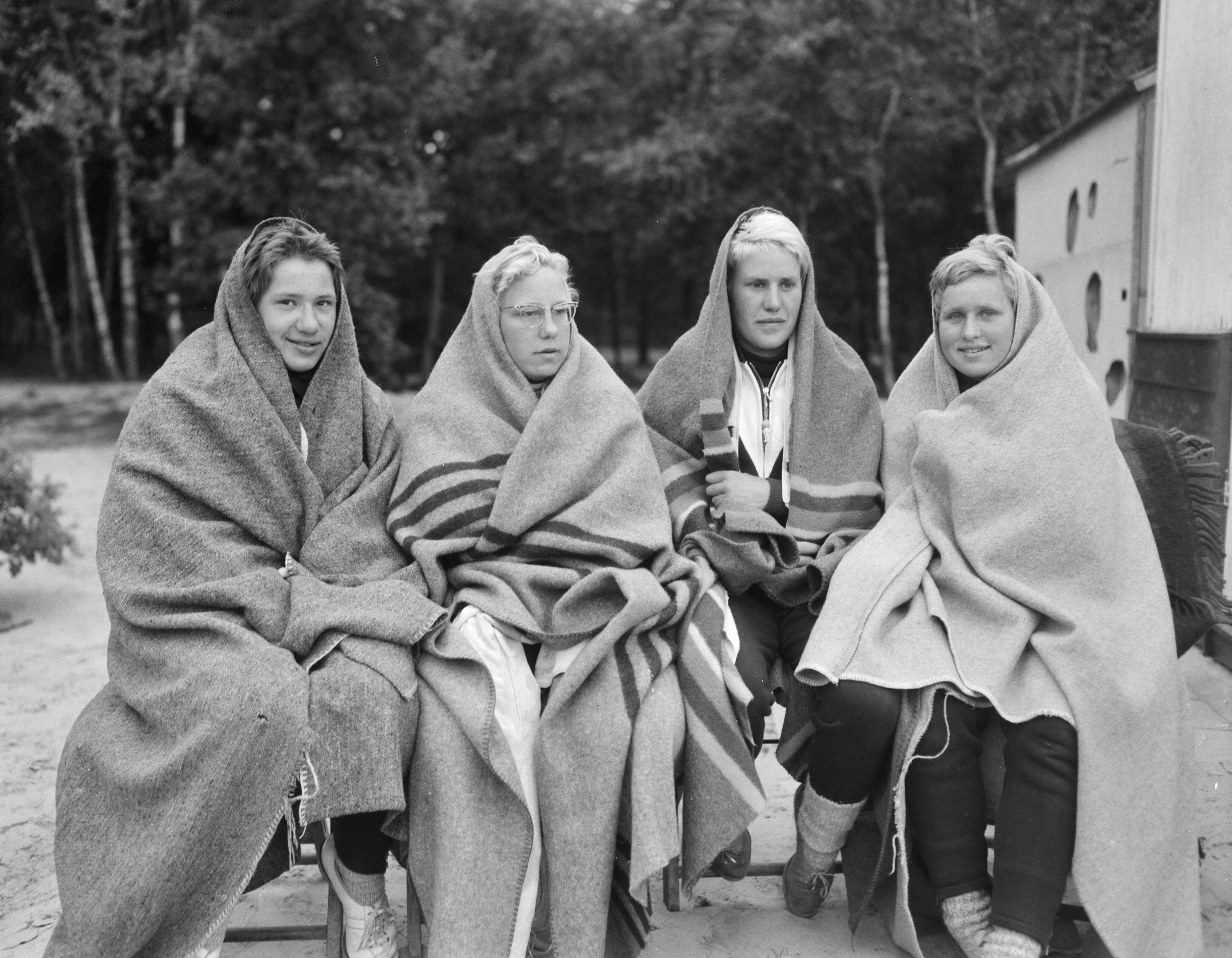
Sélection olympique de 1960 à Rome.
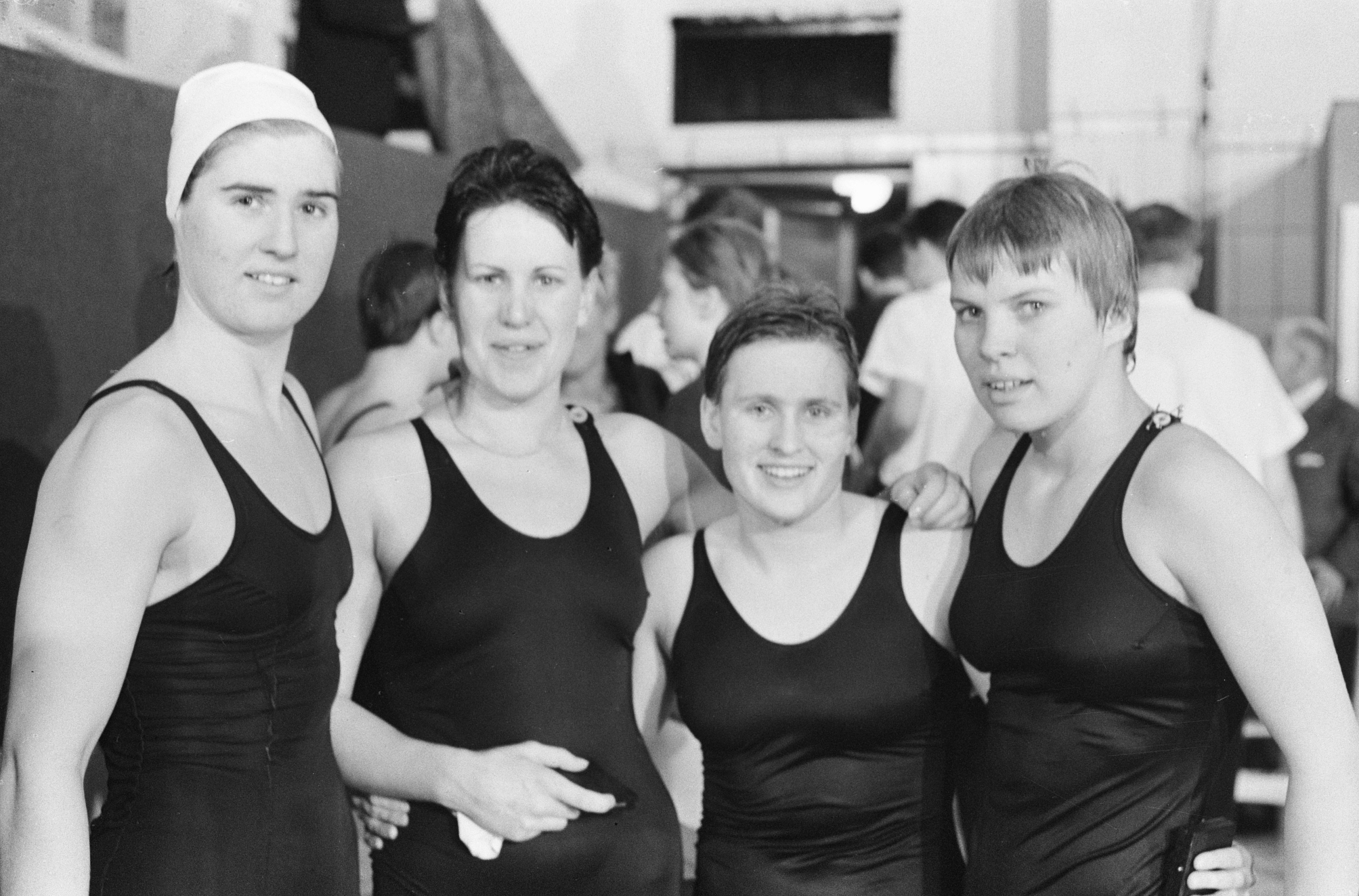
Rita Kroon, Judith de Nijs, Marianne Heemskerk et Ineke Tigelaar (1963).

## Récompenses et hommages
- Hall of Fame - catégorie : nage en eau libre (2014)[2]